# Zwet (Ridderkerk)
Zwet is een buurtschap in de gemeente Ridderkerk in de Nederlandse provincie Zuid-Holland. Het ligt in het westen van de gemeente in de polder Oud-Reijerwaard.
Bolnes · Oostendam · Oude-Molen · Ridderkerk · Rijsoord · Slikkerveer · Strevelshoek · Wevershoek · Zwaantje · Zwet

Zuid-Holland: Steden en dorpen    Nederland: Provincies · Gemeenten